# 鹿野清宏
鹿野 清宏（しかの きよひろ、1947年10月 - ）は、日本の工学者。奈良先端科学技術大学院大学名誉教授。

## 概要
岐阜県出身。専門は、音情報処理学で、研究内容は、音声認識・対話システム、肉伝導音声インタフェース、音声モーフィング、発話障害者補助、複数の人の声を同時に認識する技術の開発、音声情報案内ロボットの開発（近鉄けいはんな線学研北生駒駅設置「キタ」ちゃん）等。

## 経歴
- 1966年 岐阜県立岐阜高校卒業
- 1970年 名古屋大学工学部卒業
- 1972年 名古屋大学大学院工学研究科修士課程修了
- 1972年 日本電信電話公社武蔵野電気通信研究所入社
- 1981年 名古屋大学より工学博士の学位を取得
- 1984年 カーネギーメロン大学(アメリカ)客員研究員(1986.5まで)
- 1986年 ATR自動翻訳電話研究所音声情報処理研究室室長(1990.1まで)
- 1990年 NTTヒューマンインターフェース研究所主幹研究員（音声情報処理グループ グループリーダ）
- 1992年 NTTヒューマンインタフェース研究所主席研究員
- 1994年 奈良先端科学技術大学院大学教授[2]
- 2015年 奈良先端科学名誉教授

## 受賞等
- 1975年 電子通信学会米沢賞
- 1991年 IEEE Signal Processing Society, 1990 Senior Award(論文賞)
- 1994年 日本音響学会技術開発賞
- 2000年 情報処理学会山下記念研究賞
- 2001年 日本バーチャルリアリティ学会論文賞
- 2004年 情報処理学会フェロー
- 2004年 電子情報通信学会フェロー
- 2005年 電子情報通信学会論文賞
- 2006年 電子情報通信学会猪瀬賞（最優秀論文賞）
- 2006年 電子情報通信学会論文賞
- 2006年 IEEE/RSJ (IROS2005) Best Application Paper Award
- 2007年 IEEEフェロー

## 著書
- 1990年 音声・聴覚と神経回路網モデル（オーム社）
- 2001年 音声認識システム（オーム社）